# 交通运输部东海救助局
交通运输部东海救助局是中華人民共和國交通運輸部下轄的在東中國海負責救助的救援機構，成立於2003年6月28日。該機構具體救助範圍為北至江蘇連雲港，南至福建東山島的海域。截至2007年，交通运输部在連雲港、上海、寧波、溫州、福州、廈門等地設有6個救助基地。